# East Caicos
East Caicos ist die nordöstlichste Insel der Caicos-Inseln und gehört zum Britischen Überseegebiet der Turks- und Caicosinseln.
Die Insel ist von Middle Caicos und South Caicos durch schmale Meeresarme getrennt, welche jeweils nur mit kleinen Booten befahrbar sind. Die Fläche von East Caicos beträgt etwa 90 km². Hinzu kommen ausgedehnte Sumpf- und Wattgebiete im Süden und Südosten, so dass die Landfläche bei Niedrigwasser erheblich größer ist (gesamt ca. 182 km²). Auf East Caicos liegt der Flamingo Hill, mit einer Höhe von 48 Metern der höchste „Berg“ der Turks- und Caicosinseln.
East Caicos ist seit über 100 Jahren unbewohnt. Früher (bis etwa Anfang 1900) befanden sich hier große Sisalplantagen und Wohnstätten der Landarbeiter. Vom damaligen Hauptort der Insel Jacksonville, gelegen an der Nordküste, sind heute nur noch wenige Ruinen vorhanden.